# Burdaler
Burdaler oder Sprachtaler sind runde Anhänger aus Bronze oder Messing, die im 18. und 19. Jahrhundert in der Umgebung von Gütersloh mit den Ladungen zur Bursproke oder anderen Schriftstücken an die Mitglieder einer Bauernschaft verschickt wurden. Sie tragen regelmäßig Aufschriften wie „Sprachthaler“ und weitere Inschriften, die sich auf die Verpflichtung des Empfängers zur zügigen Weiterleitung beziehen. Meist sind Mahnungen zur Weitergabe und in einigen Fällen auch konkrete Strafandrohungen enthalten. Einige Burdaler weisen Inschriften religiösen Inhalts auf.

## Verwendung
Das zu versendende Schriftstück wurde zusammengerollt und mit einem Lederriemen an dem Burdaler befestigt, der zu diesem Zweck einen Henkel oder eine Bohrung aufweist. Der Burrichter veranlasste die Weitergabe an den ersten Empfänger. Es existierte eine festgelegte Reihenfolge des Umlaufs, so dass der Empfänger jeweils den Erhalt und die Kenntnisnahme auf der Ladung zu bestätigen und dafür Sorge zu tragen hatte, dass sie unverzüglich an den nächsten Empfänger weitergeleitet wurde. Der letzte geladene Bauer musste die Ladung an den Absender zurückbringen. Aufgrund der bekannten Zahl der Empfänger und der ebenfalls bekannten Wegstrecken konnte der Absender abschätzen, wie lange die Sendung mit dem Burdaler unterwegs sein würde, und bei ausbleibender Rückkehr des Schriftstücks eine Nachforschung einleiten.
Eine Alternative zur Beschleunigung des Verfahrens und zur Sicherstellung der Zustellung bestand darin, zwei Ausfertigungen mit Burdalern auf eine vorher festgelegte Runde zu schicken. Der Bauer, bei dem beide Ladungen wieder zusammentrafen, war zur Rückgabe an den Absender verpflichtet. Für ein derartiges Verfahren wurden Paare von Burdalern angefertigt, die mit Angaben wie „A“ und „B“ oder „I“ und „II“ unterscheidbar waren.
Die Burdaler sind eine Eigenheit des Gütersloher Raums, die aus anderen Regionen nicht bekannt ist. Die Jahreszahlen der überlieferten Exemplare reichen von 1783 bis 1848.

## Beschreibung
Burdaler sind durchweg runde Gussstücke aus Bronze oder Messing mit einem Durchmesser von 7 bis 8 Zentimeter. Bohrungen oder Henkel am Oberrand dienen zum Durchführen von Befestigungsmitteln wie Lederriemen oder Schnüren. Die grafische Gestaltung ist einfach oder fehlt ganz, auf beiden Seiten dominieren die In- und Umschriften.
Aufgrund ihrer Herkunft und daran anknüpfend ihrer Gestaltung lassen sich die Burdaler in zwei Gruppen einteilen. Die erste Gruppe umfasst die Burdaler aus dem Gebiet der Herrschaft Rheda, zu denen Blankenhagen, Pavenstädt und Sundern gehörten. In diese von 1810 bis 1848 zu datierenden Burdaler ist ein Taler mit dem Porträt des preußischen Königs Friedrich Wilhelm III. eingearbeitet. Die Umschriften beinhalten neben den Handlungsanweisungen und Strafandrohungen an die Empfänger religiöse Texte.
Die Burdaler aus dem Gebiet des Amtes Reckenberg und der Stadt Wiedenbrück umfassen diejenigen aus den Bauernschaften Avenwedde, Geweckenhorst, Rentrup, Selhorst und Spexard. Sie weichen von jenen der ersten Gruppe dahingehend ab, dass in sie keine Münze eingearbeitet ist. Diese Reckenberger Burdaler werden in der Aufschrift durchgehend als Sprachthaler bezeichnet und zeigen neben den Texten allenfalls das sechsspeichige Wagenrad aus dem Wappen des Hochstifts Osnabrück als grafische Darstellung.

## Erhaltene Burdaler
Heute sind noch neun Burdaler erhalten. Sie befinden sich überwiegend in Museen des Kreis Gütersloh.
| Ortsname      | Jahr | Vorderseite | Rückseite | Bild | Besitzer                                 |
| ------------- | ---- | --- | --- | ---- | ---------------------------------------- |
| Avenwedde     | ?    | unbekannt | unbekannt |      | unbekannt                                |
| Blankenhagen  | 1810 | Mittig eine eingearbeitete 1-Taler-Münze von 1805, Porträt von Friedrich Wilhelm III.; innere Umschrift „* F * POGGENHANS / B * BLANCKENHAGEN * 1810 * I.“; äußere Umschrift „WER IESUM ÜBER ALLES LIEBT * DER IST UND BLEIBT BEGLÜGT *“ | Mittig die Rückseite der Münze; innere Umschrift „BEY VERMEIDUNG VON 1 THALER STRAFE AN DEI COMÜNE“; äußere Umschrift „BRINGET MICH GLEICH DIESE STUND * WEITER BIS ICH KOMME RUND *“ |      | Stadtmuseum Gütersloh                    |
| Geweckenhorst | ?    | unbekannt | unbekannt |      | Museum Wiedenbrücker Schule, Wiedenbrück |
| Pavenstädt    | 1827 | Mittig eine eingearbeitete 1-Taler-Münze von 1805, Porträt von Friedrich Wilhelm III.; zwei Reihen Umschriften | Mittig die Rückseite der Münze; zwei Reihen Umschriften, dabei „GLORIA * IN * EXCELSIS * DEO“                                                                                         |      | Stadtmuseum Gütersloh                    |
| Rentrup       | 1783 | Inschrift „B / RENTRUP / SPRACH / THALERS / N 1“; Umschrift „WER MICH LAST STEHEN * DEM WIRTS UBEL GEHEN“ | Mittig ein Wagenrad mit sechs Speichen (Wappenzeichen des Hochstifts Osnabrück); Umschrift „BEHALT MIR NICH DAS RATE ICH DICH 1783“                                                   |      | Museum Wiedenbrücker Schule, Wiedenbrück |
| Selhorst      | 1783 | Inschrift „B / SELHORST / SPRACH / THALER / N 2“; Umschrift „WER MICH LÄSST STEHEN DEM WIRDS ÜBEL GEHEN“ | Mittig ein Wagenrad mit sechs Speichen (Wappenzeichen des Hochstifts Osnabrück); Umschrift „BEHALT MIR NICH DAS RATE ICH DICH 1783“                                                   |      | unbekannt                                |
| Spexard       |      | Inschrift „B / SPEXARD / SPRACH / THALER / No II“; Umschrift „BEHALT MICH NICHT DAS RATH ICH DICH“ | Mittig ein 6-speichiges Wagenrad (stilisiertes Speichenrad aus dem Wappen des Bistums Osnabrück); Umschrift „WER MICH LAST STEHEN DEM WIRDS UBEL GEHEN“                               |      | Heimatverein Spexard                     |
| Sundern       | 1811 | Mittig eine eingearbeitete 1-Taler-Münze von 1805, Porträt von Friedrich Wilhelm III.; zwei Reihen Umschriften | Mittig die Rückseite der Münze; zwei Reihen Umschriften, dabei „GLORIA * IN * EXCELSIS * DEO“                                                                                         |      | Stadtmuseum Gütersloh                    |
| Sundern       | 1848 | Mittig eine eingearbeitete 1-Taler-Münze von 1830, Porträt von Friedrich Wilhelm III.; Umschrift „Gleich weiter zu befördern sonst 10 Sgr bis 1 Thaler Strafe.“                                                                          | Mittig die Rückseite der Münze; Umschrift „Bauerschaft Sundern 1848“ |      | Stadtmuseum Gütersloh                    |